# The Saturdays
The Saturdays este un grup muzical format în Marea Britanie în anul 2007. El se compune din cinci interprete: Una Healy, Mollie King, Vanessa White, Rochelle Wiseman și Frankie Sandford. Formația și-a început cariera muzicală la începutul anului 2008, când a participat la seria de concerte susținută de grupul muzical Girls Aloud pentru a-și promova albumul Tangled Up. Ulterior, The Saturdays au și-au lansat cântecul de debut, intitulat „If This Is Love”, care a obținut locul 8 în Regatul Unit. Înregistrarea a fost inclusă pe albumul de debut al celor cinci, intitulat Chasing Lights. De pe disc au mai fost extrase trei piese, „Up”, „Issues” și „Work”. De asemenea, formația a promovat și preluarea „Just Can’t Get Enough”, toate profiturile încasate fiind donate unei fundații umanitare.
La finele anului 2009, The Saturdays a lansat discul single „Forever Is Over”, primul cântec promovat de pe albumul Wordshaker.

## Cariera muzicală

### 2007 – 2009: Debutul discografic
Cele cinci componente ale formației au semnat un contract de promovare cu casa de discuri Fascination Records, o companie afiliată firmei Polydor Records. Primul lor album de studio a fost înregistrat într-un interval de două luni, în mai și iunie 2008, la compunerea materialului participând și echipa de producători Xenomania, care sunt cunoscuți în principal pentru colaborările cu Alesha Dixon, Girls Aloud, Sophie Ellis-Bextor și Sugababes. Înaintea lansării unui extras pe single, formația a participat la turneul Tangled Up, al grupului muzical britanic Girls Aloud. Ulterior, a fost promovată înregistrarea „If This Is Love”, care a devenit primul disc single al viitorului album. Descrisă ca „un efort solid și promițător”, compoziția s-a clasat pe locul 8 în UK Singles Chart, intrând și în lista europeană compilată de publicația Billboard pe locul 33. Trei luni mai târziu a fost lansat cântecul „Up”, care a ocupat poziția cu numărul 5 în Regatul Unit, staționând în clasamentul oficial timp treizeci de săptămâni și înregistrând vânzări totale de peste 200.000 de exemplare.
Albumul pe care au fost incluse „If This Is Love” și „Up”, intitulat Chasing Lights, a fost lansat la scurt timp după cel de-al doilea single, debutând pe treapta cu numărul 11 în lista celor mai bine vândute albume din Regatul Unit. Începutul anului 2009 a adus în atenția publicului lansarea celui de-al treilea cântec de pe material, „Issues”. compact discul a început să fie comercializat pe data de 5 ianuarie, urcând până pe locul 4 în UK Singles Chart. Formația a fost nevoită să modifice un vers al textului pentru a nu încuraja violența, înregistrarea fiind descrisă ca „o ofertă destul de plăcută pentru această perioadă a anului, dar îi lipsește elementul distinctiv posedat de precedentele discuri single ale grupului”. urcând până pe locul 4 în UK Singles Chart.
La scurt timp, au fost date publicității informații conform cărora The Saturdays urmau să lanseze un disc single în cloaborare cu fundația Comic Relief. Înregistrarea promovată s-a dovedit a fi o preluare a cântecului „Just Can’t Get Enough” a grupului muzical Depeche Mode. Versiunea interpretată de formație a debutat pe locul 2 în ierarhia britanică, devenind primul extras pe single promovat cu ajutorul Comic Relief ce nu obține prima poziție în lista din Regatul Unit după o perioadă de cincisprezece ani (ultimul disc single al organizației ce nu a ocupat prima poziție a fost „Absolutely Fabulous” în anul 1994). Cu toate acestea, compoziția a devenit cel mai bine clasat single al grupului din era Chasing Lights, fiind inclus pe o ediție specială a albumului. Ultimul cântec promovat de pe material a fost „Work”. În ciuda recenziilor pozitive, compoziția a obținut doar locul 22 în UK Singles Chart și poziția cu numărul 21 în Irlanda. „Work” a fost lansat pentru a coincide cu turneul The Work Tour. Pentru toate realizările din perioada în care a fost promovat albumul Chasing Lights, The Satudays au primit șase nominalizări la premiile PopJustice și o nominalizare la Europe Music Awards 2009.

### 2009 — 2010: «Wordshaker» și «Headlines»
Înaintea lansării discului „Work” componentele formației au declarat faptul că vor lansa un nou material la finele anului 2009, după încheierea turneului The Work Tour. În cadrul seriei de concerte, grupul a interpretat și două cântece înregistrate pentru viitorul album, „One Shot” și „Wordshaker”. În luna august a avut premiera primul extras pe single, „Forever is Over”, videoclipul primind difuzări odată cu sfârșitul aceleiași luni. Materialul, intitulat Wordshaker, a fost lansat în cursul lunii octombrie a anului 2009, fiind precedat de promovarea cântecului. Discul a debutat pe poziția secundă în ierarhia britanică, devenind cel de-al cincilea șlagăr de top 10 al formației.
Materialul de proveniență a obținut locul 9 în clasamentul UK Albums Chart, câștigând astfel aceeași poziționare ca și predecesorul său, Chasing Lights. Albumul a înregistrat un parcurs slab în următoarele săptămâni, în ciuda debutului promițător. La scurt timp a fost anunțată promovarea cântecului „Ego”, cel de-al doilea single extras de pe disc. Compoziția s-a bucurat de succes atât în Irlanda, cât și în Regatul Unit, regiuni unde a câștigat poziționări de top 10. Cele cinci componente ale grupului doresc să scrie o serie de cântece pentru următorul lor album, în prezent realizând versurile unor piese aflate pe fețele B ale discurilor single.

## Discografie
- Chasing Lights (2008)
- Wordshaker (2009)
- Headlines (2009)

Discuri single
| Anul | Single                  | Poziția maximă | Poziția maximă | Poziția maximă | Poziția maximă | Poziția maximă | Poziția maximă | Poziția maximă | Album          |
| Anul | Single                  | UK             | IRE            | BUL            | CRO            | MAC            | RUS            | EU             | Album          |
| ---- | ----------------------- | -------------- | -------------- | -------------- | -------------- | -------------- | -------------- | -------------- | -------------- |
| 2008 | „If This Is Love”       | 8              | —              | —              | —              | 21             | 270            | 33             | Chasing Lights |
| 2008 | „Up”                    | 5              | 11             | 15             | 21             | 13             | 287            | 18             | Chasing Lights |
| 2009 | „Issues”                | 4              | 14             | 19             | 3              | 17             | —              | 21             | Chasing Lights |
| 2009 | „Just Can't Get Enough” | 2              | 6              | 18             | 7              | 12             | 176            | 10             | Chasing Lights |
| 2009 | „Work”                  | 22             | 21             | —              | 21             | —              | —              | 68             | Chasing Lights |
| 2009 | „Forever Is Over”       | 2              | 9              | 24             | 8              | —              | —              | 9              | Wordshaker     |
| 2010 | „Ego”                   | 9              | 10             | 53             | 3              | —              | —              | 29             | Wordshaker     |
| 2010 | „Missing You”           | 3              | 6              | 40             | —              | —              | —              | 12             | Headlines      |

## Turnee
- Tangled Up Tour (2008) — în deschidere pentru Girls Aloud
- Hammersmith Apollo Concert (2008) — în deschidere pentru Jonas Brothers
- The Work Tour (2009)
- Take That Present: The Circus Live (2009) — în deschidere pentru Take That

## Nominalizări și distincții
| An   | Eveniment                              | Categorie                          | Pentru:        | Rezultat     | Note   |
| ---- | -------------------------------------- | ---------------------------------- | -------------- | ------------ | ------ |
| 2008 | PopJusitce Readers' Poll: Results 2008 | „Cel mai bun single”               | „Up”           | Locul 5      | [ 23 ] |
| 2008 | PopJusitce Readers' Poll: Results 2008 | „Cel mai bun album”                | Chasing Lights | Locul 3      | [ 23 ] |
| 2008 | PopJusitce Readers' Poll: Results 2008 | „Cea mai bună copertă”             | Chasing Lights | Locul 1      | [ 23 ] |
| 2008 | PopJusitce Readers' Poll: Results 2008 | „Cel mai bun debutant”             | —              | Locul 2      | [ 23 ] |
| 2008 | PopJusitce Readers' Poll: Results 2008 | „Cea mai bună coregrafie”          | „Up”           | Locul 2      | [ 23 ] |
| 2008 | PopJusitce Readers' Poll: Results 2008 | „Cei mai predispuși la despărțire” | —              | Locul 3      | [ 23 ] |
| 2009 | MTV Europe Music Awards 2009           | „Cel mai bun act britanic”         | —              | Nominalizare | [ 24 ] |
| 2009 | PopJusitce Readers' Poll: Results 2009 | „Cel mai bun album”                | Wordshaker     | Locul 10     | [ 31 ] |